# Wasserkraftwerk Saratow
Das Wasserkraftwerk Saratow (russisch Саратовская ГЭС), auch bekannt als Lenin Komsomol, ist ein Wasserkraftwerk an der Wolga. Es liegt in der Oblast Saratow nahe der Stadt Balakowo und wird aus dem Saratower Stausee gespeist. Das Wasserkraftwerk ist Bestandteil der Wolga-Kama-Kaskade. Betrieben wird das Kraftwerk von der ОАО „Саратовская ГЭС“.

## Geschichte
Der Bau des Wasserkraftwerkes Saratow war Bestandteil des sowjetischen Industrialisierungsplanes Der Große Aufbau des Kommunismus (Великие стройки коммунизма) zur Errichtung der Wolga-Kama-Kaskade. Der Bau wurde am 1. Juni 1956 durch den Ministerrat der UdSSR genehmigt.
Viele der Arbeiter und Ingenieure zogen im Verlauf der Bauarbeiten in die nahe Stadt Balakowo und halfen auch in der Stadt bei der Errichtung von Gebäuden. Der Bau des Kraftwerkes und des Staudammes wurde als Volksprojekt bezeichnet und durch das Volk der Sowjetunion errichtet. In der Praxis waren vor allem Freiwillige der KPdSU-Jugendorganisation Komsomol. Durch deren Einsatz erhielt das Kraftwerk auch den alternativen Namen Lenin Komosol.
Im Herbst 1967 wurde der Staudamm fertiggestellt und mit dem Aufstauen des Flusses begonnen. Im Dezember desselben Jahres wurden die ersten vier Maschinenhäuser mit den dazugehörigen Wasserturbinen in Betrieb genommen. Die endgültige Fertigstellung wurde im November 1971 bekannt gegeben.

## Technische Daten
Der Kernbereich des Wasserkraftwerkes besteht aus einem 1260 m langen und 40 m hohen künstlich errichteten Staudamm. Dieser Damm wird von einem 14 Kilometer langen Erdwall flankiert. Die kombinierte Dammkonstruktion staut die Wolga auf und bildet den Saratower Stausee.
Das Kraftwerk hat eine Leistung von 1.427 MW. Heute besteht das Kraftwerk aus 24 Maschinenhäusern, davon 21 mit Rotorblättern (8 je 66 MW und 13 je 60 MW), zwei mit horizontalen Turbinen (je 54 MW) und einem kleinen Generator mit 10 MW an der Fischtreppe.

## Stromleitungen
Die 500-kV-Leitungen vom Wasserkraftwerk Saratow zum Atomkraftwerk Balakowo überqueren die Wolga mit einem 1,6 Kilometer langen Spannfeld. Der Mast beim Kraftwerk ist 159 Meter, der am Ostufer der Wolga 197 Meter hoch und der höchste Freileitungsmast in Russland.